# Wally Masur
Wallace „Wally” Masur (ur. 13 maja 1963 w Southampton) – australijski tenisista, reprezentant w Pucharze Davisa, olimpijczyk.

## Kariera tenisowa
Treningi tenisowe rozpoczął jako 8−latek. W gronie juniorów został mistrzem Australian Open w deblu (1980) i narodowym mistrzem Australii (1981). Był również finalistą singla Australian Open (1980).
Jako zawodowy tenisista Masur występował w latach 1982−1995.
Wygrał w ciągu kariery 3 turnieje w grze pojedynczej rangi ATP World Tour (Hongkong 1983, Adelaide 1987, Newport 1988), ponadto 8−krotnie docierał do finału. Najlepszym sezonem w karierze singlowej Masura był rok 1993, kiedy dotarł do półfinałów turniejów na wszystkich nawierzchniach (mączce, trawie, betonie i dywanie halowym), był w finałach na trawie w Rosmalen (przegrał w finale z Arnaudem Boetschem) i Nottingham (przegrał w finale z Jasonem Stoltenbergiem), w 4 rundzie Wimbledonu (przegrał z Jakobem Hlaskiem w pięciu setach) oraz osiągnął półfinał wielkoszlemowy na US Open. W meczu o udział w finale poniósł porażkę z Cédricem Pioline w czterech setach. W półfinale wielkoszlemowym Masur był także w 1987 na Australian Open, gdzie pokonał m.in. Borisa Beckera, a uległ Stefanowi Edbergowi. W 1983 roku był w ćwierćfinale Australian Open, jednak odpadł z Johnem McEnroe.
Większe sukcesy odnosił w grze podwójnej. W latach 1983−1993 wygrał łącznie 16 turniejów (z różnymi partnerami). Latem 1993 roku para Masur−Mark Kratzmann zajmowała pozycję nr 1. w rankingu najlepszych debli na świecie. Wspólnie z Kratzmannem występował w deblowym turnieju ATP Finals w 1992 roku (półfinał) i 1993 roku. Kilkakrotnie docierał do deblowych półfinałów turniejów wielkoszlemowych (French Open 1988 i 1992, Australian Open 1993).
Masur występował w reprezentacji w Pucharze Davisa w latach 1985−1993. 2−krotnie przyczynił się znacznie do awansu Australii do finału tych rozgrywek (1990, 1993), ale w obu przypadkach kapitan Neale Fraser nie wystawiał go w meczach finałowych, ze względu na nawierzchnię ziemną, na której Masur nie grał najlepiej. Mimo tych decyzji Australia finał zarówno w 1990 (ze Stanami Zjednoczonymi), jak i w 1993 (z Niemcami) przegrała.
Wally Masur bronił barw Australii także w Drużynowym Pucharze Świata oraz w Pucharze Hopmana.
Australijczyk wystąpił na igrzyskach olimpijskich w Seulu (1988), lecz przegrał w 2 rundzie z Carlem-Uwe Steebem, a cztery lata później w Barcelonie odpadł w 1 rundzie z Pete’em Samprasem.
W rankingu gry pojedynczej Masur najwyżej był na 15. miejscu (11 października 1993), a w klasyfikacji gry podwójnej na 8. pozycji (12 kwietnia 1993).
Po zakończeniu kariery sportowej był m.in. trenerem Michaela Sticha. Współpracował także jako trener reprezentacji w Pucharze Davisa w latach 2001−2005.
Zwycięstwa turniejowe:
- gra pojedyncza:
  - 1983 Hongkong
  - 1987 Adelajda
  - 1988 Newport
- gra podwójna:
  - 1984 Adelajda, Melbourne, Melbourne (hala, wszystkie z Broderickiem Dyke)
  - 1986 Auckland (z Broderickiem Dyke), Livingston (z Bobem Greenem)
  - 1988 Bruksela (z Tomem Nijssenem)
  - 1989 Sydney (korty otwarte, z Darrenem Cahillem), Stratton Mountain (z Markiem Kratzmannem)
  - 1990 Hongkong (z Patem Cashem), Tokio (korty otwarte, z Markiem Kratzmannem)
  - 1991 New Haven (z Petrem Kordą), Stuttgart (korty ziemne, z Emilio Sánchezem), San Francisco (z Jasonem Stoltenbergiem)
  - 1993 Mediolan, Stuttgart (hala, oba z Markiem Kratzmannem)

Finały turniejowe:
- gra pojedyncza:
  - 1984 Tajpej
  - 1985 Auckland
  - 1987 Nancy
  - 1988 Adelajda
  - 1990 Memphis
  - 1991 Hongkong
  - 1993 Manchester, Rosmalen
- gra podwójna:
  - 1984 Brisbane (z Broderickiem Dyke), Aix-en-Provence (z Chrisem Lewisem)
  - 1985 Auckland, Mediolan, Sydney (korty otwarte, wszystkie z Broderickiem Dyle)
  - 1986 Monachium (z Broderickiem Dyke), Bristol (z Markiem Edmondsonem)
  - 1987 Brisbane (z Broderickiem Dyke), Nancy (z Darrenem Cahillem)